# 発育性股関節形成不全
発育性股関節形成不全（はついくせいこかんせつけいせいふぜん、英：developmental dysplasia of the hip、DDH）とは、股関節が生下時すでに脱臼しているまたは周産期の姿勢異常によって臼蓋形成不全などが伴う亜脱臼状態や後天的に脱臼しうる状態にある症状の総称。かつては、「先天性股関節脱臼（せんてんせいこかんせつだっきゅう、英：congenital dislocation of the hip）」と呼称されていた。

## 沿革
かつては、出生前に発症すると考えられていた（母体内発生説）ため、「先天性股関節脱臼」と呼称されていた。しかし、出生後にも発症することが判明し、現在の名称に変更された。

## 原因

### 向き癖
向き癖によって発症する。

### スリング
近年では、スリングによって発症する事例が増えており、問題視されている。

## 診断

### アメリカ
- オルトラーニ・テスト（英：Ortolani test）
- バーロー・テスト（英：Barlow test）
- ガレアッチィ・テスト（英：Galeazzi test）
Richardo Galeazzi(1866-1952)に由来する。日本では、アリス徴候（英：Allis sign）と呼称することが多い。

## 治療

### パブリックハーネス（リーメンビューゲル装具）
パブリックハーネス（英：Pavlik Harness）を用いる方法。ただし、完全脱臼の場合、大腿骨頭壊死を引き起こす可能性がある。

### 日本のサイト
- 「股関節脱臼」早期発見！赤ちゃんの病気の動画 - シルミルマモル
- 先天性股関節脱臼予防と早期発見の手引き - 日本小児整形外科学会
- 乳児健康診査における股関節脱臼一次健診の手引き - 日本小児整形外科学会
- 乳児健康診査における股関節脱臼二次健診の手引き - 日本小児整形外科学会
- 「発育性股関節形成不全」 - 日本整形外科学会

### 海外のサイト
- “developmental dysplasia of the hip” - NHS choices